# 火星から来た蜘蛛の群れとグラマラスエンジェル
火星から来た蜘蛛の群れとグラマラスエンジェル(かせいからきたくものむれとぐらまらすえんじぇる)は、フジテレビ系列で2007年9月29日深夜に放送された青春群像劇の単発テレビドラマ。劇中BGMにはデヴィッド・ボウイ、ピンク・フロイド、ジョン・レノン、10ccなど1970年代の曲が使われていた。

## キャスト
- 佐伯祐司：山崎樹範
- 藤野修太郎：内田滋
- 中村香奈：吉瀬美智子
- 柏田みこと：唐沢美帆
- 古川忠彦：松尾敏伸
- 塚本啓介：田中圭
- 中村舞子：鈴木蛍
- マスター：三原康可
- 黒木晴香
- 片岡春香
- 後藤真美
- 佐藤大介
- 小林夏子

## スタッフ
- 脚本：山崎淳也
- 演出：永山耕三
- プロデュース：小泉守
- 制作：フジテレビ
- 制作協力：トータルメディアコミュニケーション